# Argentina baliemensis
Argentina baliemensis är en rosväxtart som först beskrevs av Danet, och fick sitt nu gällande namn av Soják. Argentina baliemensis ingår i släktet gåsörter, och familjen rosväxter. Inga underarter finns listade i Catalogue of Life.